# Донато Браманте
Дона́то Брама́нте (італ. Donato Bramante; 1444 — 11 квітня 1514) — справжнє ім'я Донато Лаццарі, італійський архітектор епохи Відродження. Спочатку успішно працював маляром. Могутнє обдарування Браманте виявив в архітектурі, особливо в спорудах римського періоду творчості (1499–1514) — в будівлях Ватиканського палацу, в каплиці Темп'єтто монастиря Сан П'єтро ін Монторіо, палаццо делла Канчеллерія, а також у проєкті відомого Собору святого Петра в Римі. Ці архітектурні твори відзначаються виразністю композиції, монументальністю та гармонією витончених пропорцій. Видатне мистецтво Браманте мало вплив на подальший розвиток архітектури Італії та інших європейських країн.

## Біографія
Народився Браманте у Кастелло — Дуранте, в державі Урбіно в убогій, але шанованій родині. З дитинства він навчався читати і писати, та ще багато часу віддавав лічбі. Скоро батько, бачачи його любов до малювання і бажаючи, що він здобув корисне ремесло, посилає його навчатися живопису до Фра Бартоломео з Урбіно, відомого під ім'ям Фра Карновале, що малював картину «Санта Марія делла Белла в Урбіно». Але любов до архітектури змусила Браманте покинути Батьківщину і податися до Ломбардії. Там він мандрує від міста до міста, заробляючи на життя дрібними й незначними роботами. Тоді його ім'я було ще не відоме.

## Мілан

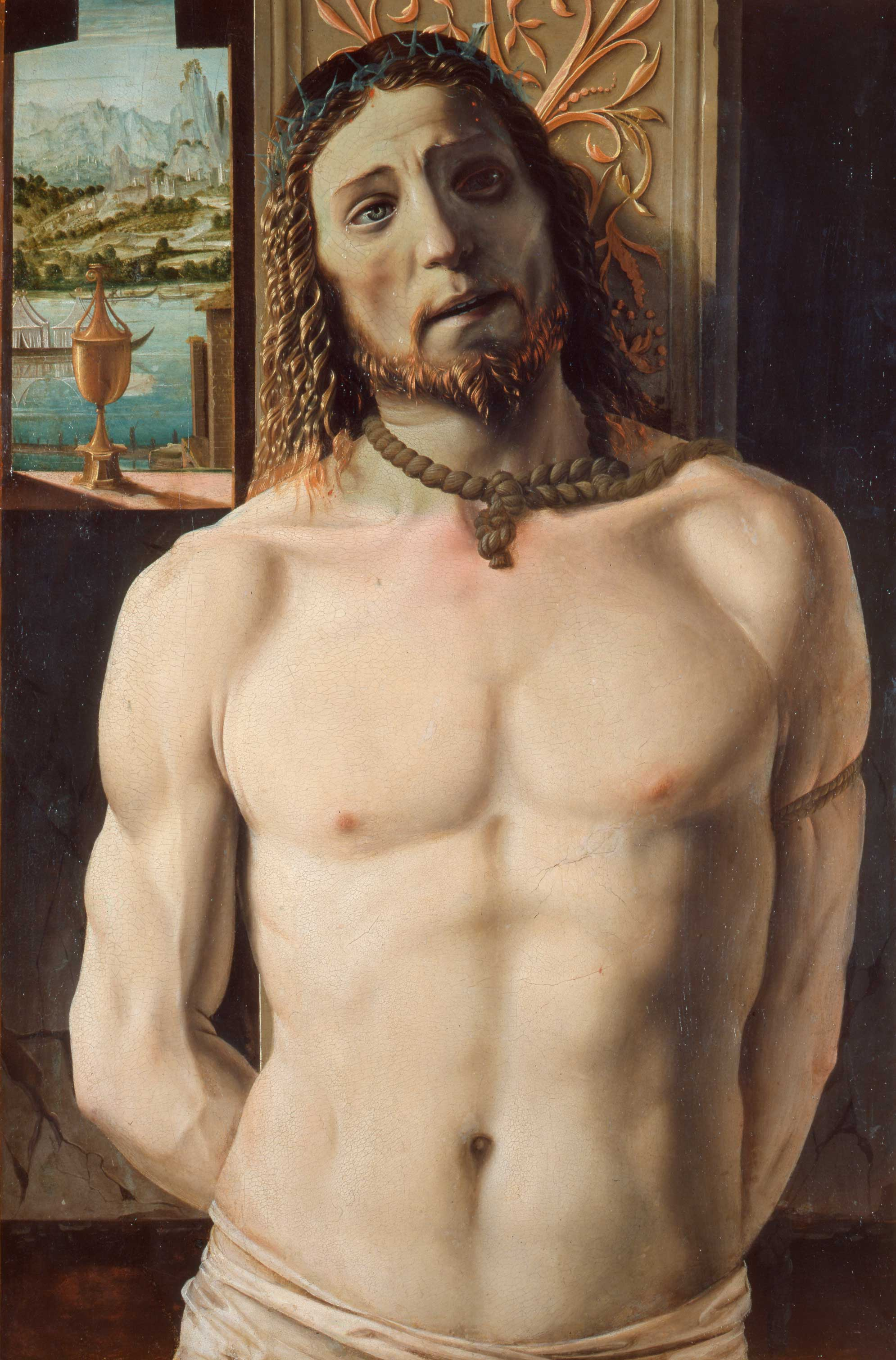
«Христос біля стовпа», бл. 1490, Пінакотека Брера, Мілан

Оглядаючи славні пам'ятки, він поспішає відвідати Міланський собор. В Мілані мешкав Чезаре Чезаріно, добрий геометр і видатний архітектор, що коментував Вітрувія. Браманте зустрів також у Мілані Бернардіно да Тревіо, міланця будівничого й архітектора собору, великого художника, котрого Леонардо да Вінчі вважав за вмілого живописця.
Браманте і сам починав як художник. Зберігся його «Христос біля стовпа» (бл. 1490, Пінакотека Брера, Мілан) та декілька фресок, одна з яких з зображенням філософів Демокріта і Геракліта (Брера, Мілан). Але цікавість до архітектури переважила і він подався в будівничі. Серед його робіт в Мілані — вівтарна частина церкви Санта-Марія-делле-Граціє, патроном якої був Людовіко Моро, захристя в Санта Марія прессо Сатіро. В цей час почалися Італійські війни Франції. Мілан захопили і пограбували вояки короля Франції. Браманте рятує своє життя переїздом до Риму.

## Рим
Близько 1499 року він подався з Мілана до Рима. Тут його зустрінуть співвітчизники з півдня й друзі: з їхньою поміччю йому доручено малювати фрески — герби папи Олександра IV з ангелами й фігурами, що їх підтримують (у соборі Сан Джованні де Латерано), під царськими вратами.
Папа Юлій II, обраний 1503 року, негайно найняв його на свою службу. Цей первосвященик надумав надати форми прямокутного театру маленькій долині, що розтяглася між колишнім папським палацом і будовами, зведеними папою Інокентієм VIII — вони відділяли Бельведер від старого палацу Ватикану. Юлій прагнув двома галереями, прокладеними схилами маленької долини, сполучити Бельведер і палац, щоб можна було сходами з подвійними маршами піднятися з долини до Бельведеру.
Щоб здійснити цей задум, Браманте проклав спершу одну галерею впоперек. Він наслідував у пропорціях своїх ордерів галереї Колізею де Савелі. Аркади нижчих поверхів мали свої підпори для п'яти арок, оздоблені дорійськими пілястрами. Поверх вище складали портики і іонійські пілястри. Четвертий поверх утворював лоджію, понад 400 ліктів завдовжки, і проводив візітера від перших східців папського палацу до східців Бельведера. Ця галерея виходила в бік Рима, а друга — в бік саду.
Долина, облямована двома крилами і зроблена еспланадою, діставала воду з Бельведера, що її мав постачати гарний фонтан. Браманте скінчив тільки першу галерею; вже заклали фундамент другої, коли померли Юлій II та його архітектор. Від давньоримських часів папська столиця не бачила такого гарного задуму. Другу галерею майже цілком створили за онифікат нового папи. Папа Пій IV, який прикрасив Бельведер нішами, де вміщено Лаокоона, Венеру та Аполлона — до них Лев Х і Климентій VII додали ще стародавні скульптури Тибра, Ніла та Клеопатру; нарешті, папи Павло III та Юлій III зробили в цій споруді значну і кошторисну реставрацію.
Браманте прикрасив Бельведер сходами дорійського, іонійського та корінфського ордерів. Можна ще згадати — вони принесли йому стільки ж шани, як і його найкращі роботи — пишні кручені сходи, що спираються на дорійські, іонійські та корінфські колони. Кожен з цих ордерів чергується в поворотах підйому, такого пологого, що ним легко могли б збігати коні. Він запозичив цей винахід у Сан Нікколо з Пізи, як про це описано в життєпису Джованні та Ніккола, пізанців.

## Характер Браманте

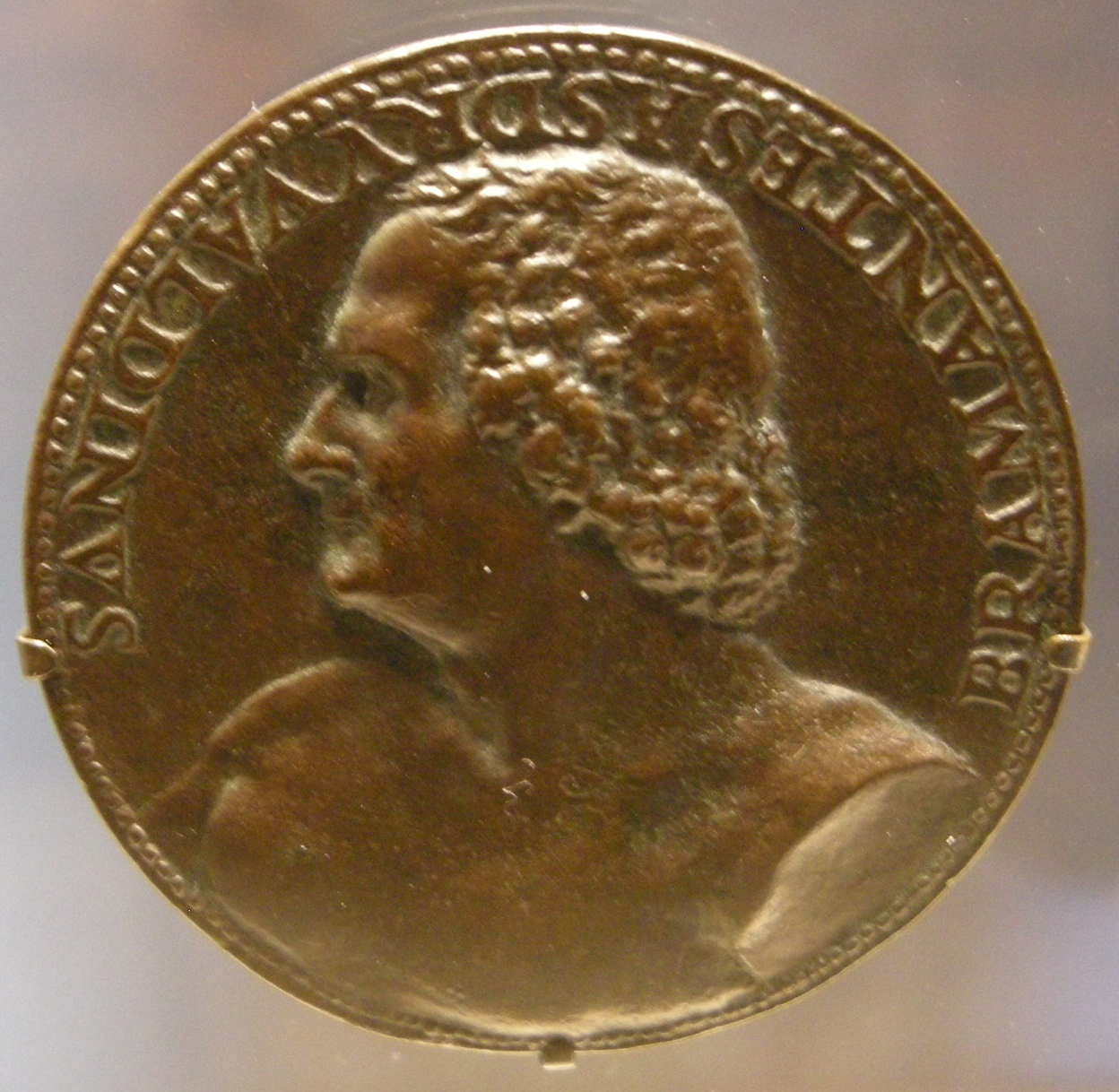
Майстер Карадоссо, медаль на честь Браманте, 1506 р. Національна галерея мистецтв, Вашингтон.

Браманте був вдачі веселої й зичливої, він любив митців і робив їм усі можливі послуги. Це він привіз до Рима славетного Рафаеля з Урбіно. Посівши своїми заслугами й генієм належне йому високе місце, він витрачав шляхетно своє багатство і жив завжди достойно й пишно. Він кохався собі на втіху в поезії і легко сам імпровізував. Сонети, що він лишив, не позбавлені елегантності. Його шанували й обласкували прелати і синьйори. Слава його, величезна за життя, зросла по смерті через повільне будівництво Собору св. Петра, що тривало багато років. Прожив він 70 літ.

## Галерея

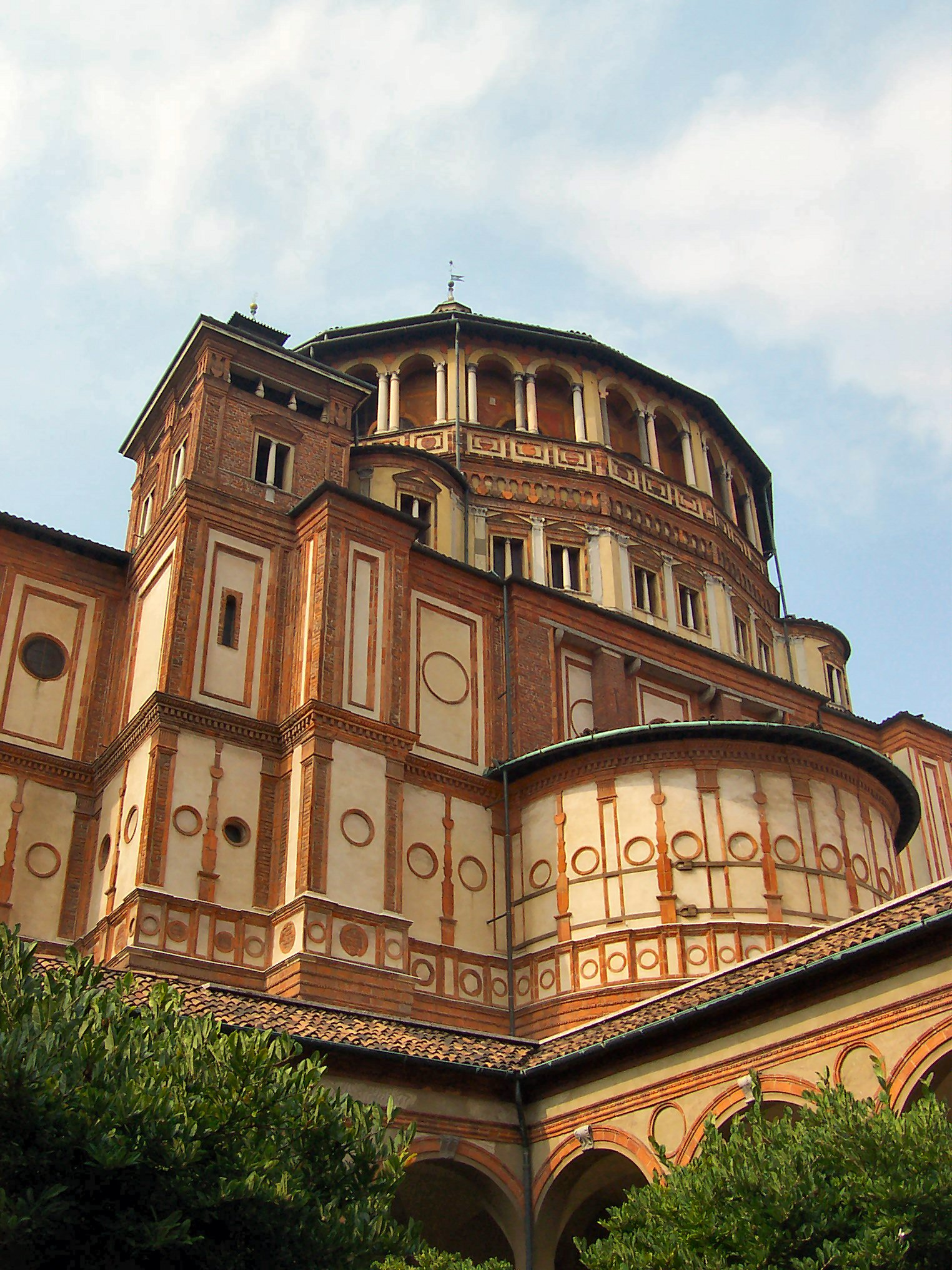
Вівтарна частина церкви Санта-Марія-делле-Граціє, Мілан
Проєкт собору Св. Петра в Римі.
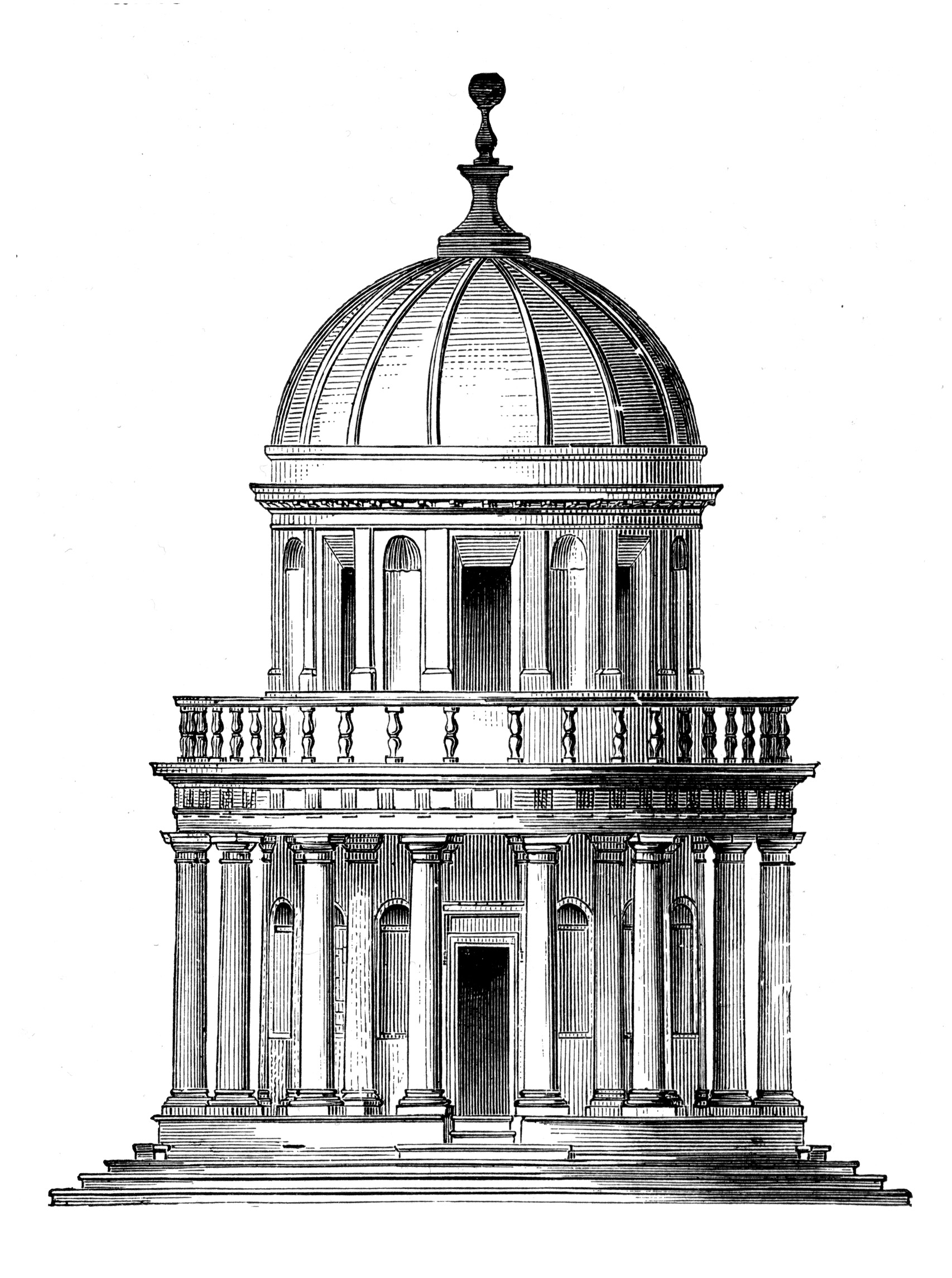
Маленький храм Браманте Темп'єтто, подвір'я церкви Сан П'єтро ін Монторіо, Рим
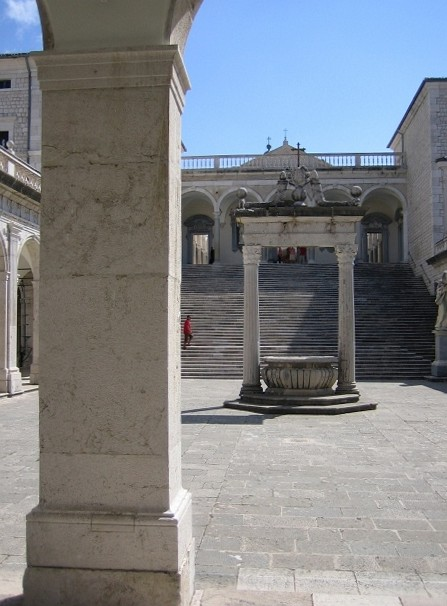
Монте Кассіно (Monte Cassino)
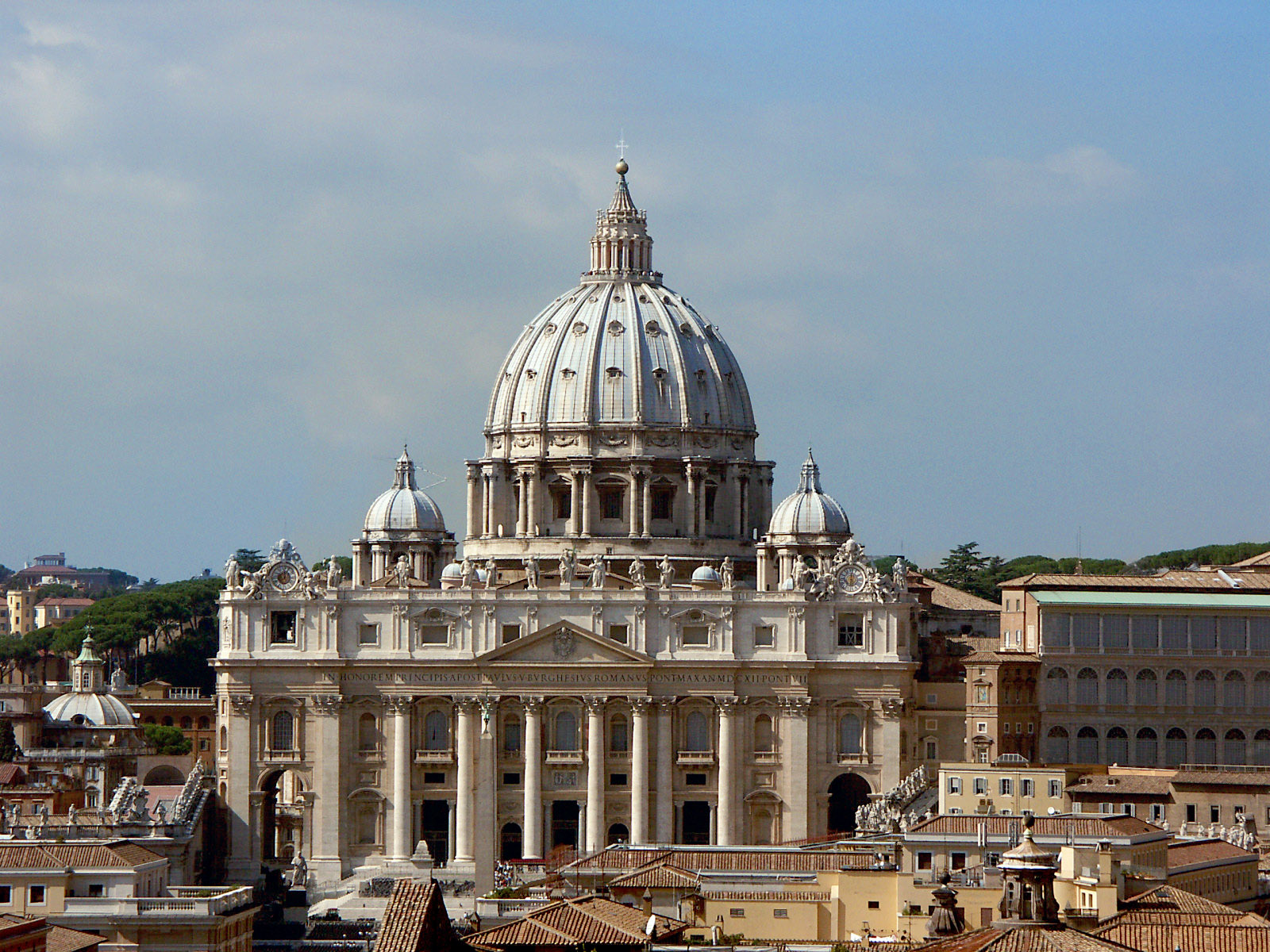
Собор Святого Петра (Рим)